# Brucepattersonius iheringi
Espèce
Synonymes
- Oxymycterus iheringi Thomas, 1896

Statut de conservation UICN

 LC  : Préoccupation mineure
Brucepattersonius iheringi est une espèce de rongeurs présent au Brésil et en Argentine. Son nom commémore le zoologiste allemand Hermann von Ihering (1850-1930).